# Fitohemaglutinina
La fitohemaglutinina (conocida como PHA por la abreviación de Phytohaemagglutinin) es una lectina ampliamente distribuida entre la legumbres y en algunas oleaginosas incluida la soja Glycine max.
Las lectinas son proteínas que reconocen carbohidratos y se caracterizan por su habilidad para combinarse con receptores de membrana de gram +.
Estructuralmente, están formadas por un dominio tipo lectina y otro globular que es el que reconoce a los carbohidratos. La PHA fue reconocida por su capacidad para aglutinar eritrocitos y leucocitos. Además, estimula inespecíficamente la proliferación de células tanto B y T es esta característica mitogénica lo que le da su principal aplicación. Se emplea en el protocolo de preparación de las células en cultivo para hacer un cariotipos de detección de posibles anomalías cromosómicas. Las células se incuban con esta lectina que induce su mitosis y proliferación. Una vez que se considera que una gran parte de cromosomas y se encuentra en metafase, se añade colchicina que es un agente que detiene el ciclo en metafase, estado necesario para hacer el cariotipo. Una vez que las células se encuentran detenidas en metafase, se produce un choque osmótico para que se hinchen y poder fijar sus núcleos para el estudio de los cromosomas. Ahora que se encuentran fijados en un porta se procede a la tinción de los mismos. Recientes estudios con ratas alimentadas con lectinas purificadas aisladas de semilla de frijol rojo Phaseolus vulgaris han mostrado uniones directas de lectina a la mucosa intestinal (Almeida et al. 1991; Santiago et al. 1993), interaccionando directamente con los enterocitos e interfiriendo la absorción y transporte de nutrientes (i.e. carbohidratos) durante la digestión (Santiago et al. 1993) y causando lesiones epiteliales en el intestino (Oliveira et al. 1989).